# Sericulus chrysocephalus
L'uccello giardiniere testadorata o uccello giardiniere del reggente (Sericulus chrysocephalus (Lewin, 1808)) è un uccello passeriforme della famiglia Ptilonorhynchidae.

## Etimologia
Il nome scientifico della specie, chrysocephalus, deriva dall'unione delle parole greche χρυσος (khrysos/khrusos, "oro") e κεφαλη (kephalē, "testa"), in riferimento alla colorazione dei maschi: il loro nome comune altro non è che la traduzione di quello scientifico.

## Descrizione

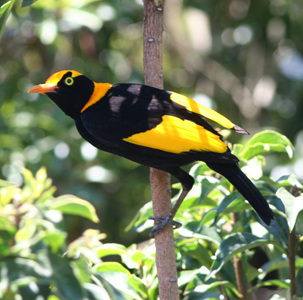
Maschio nel parco nazionale di Lamington.

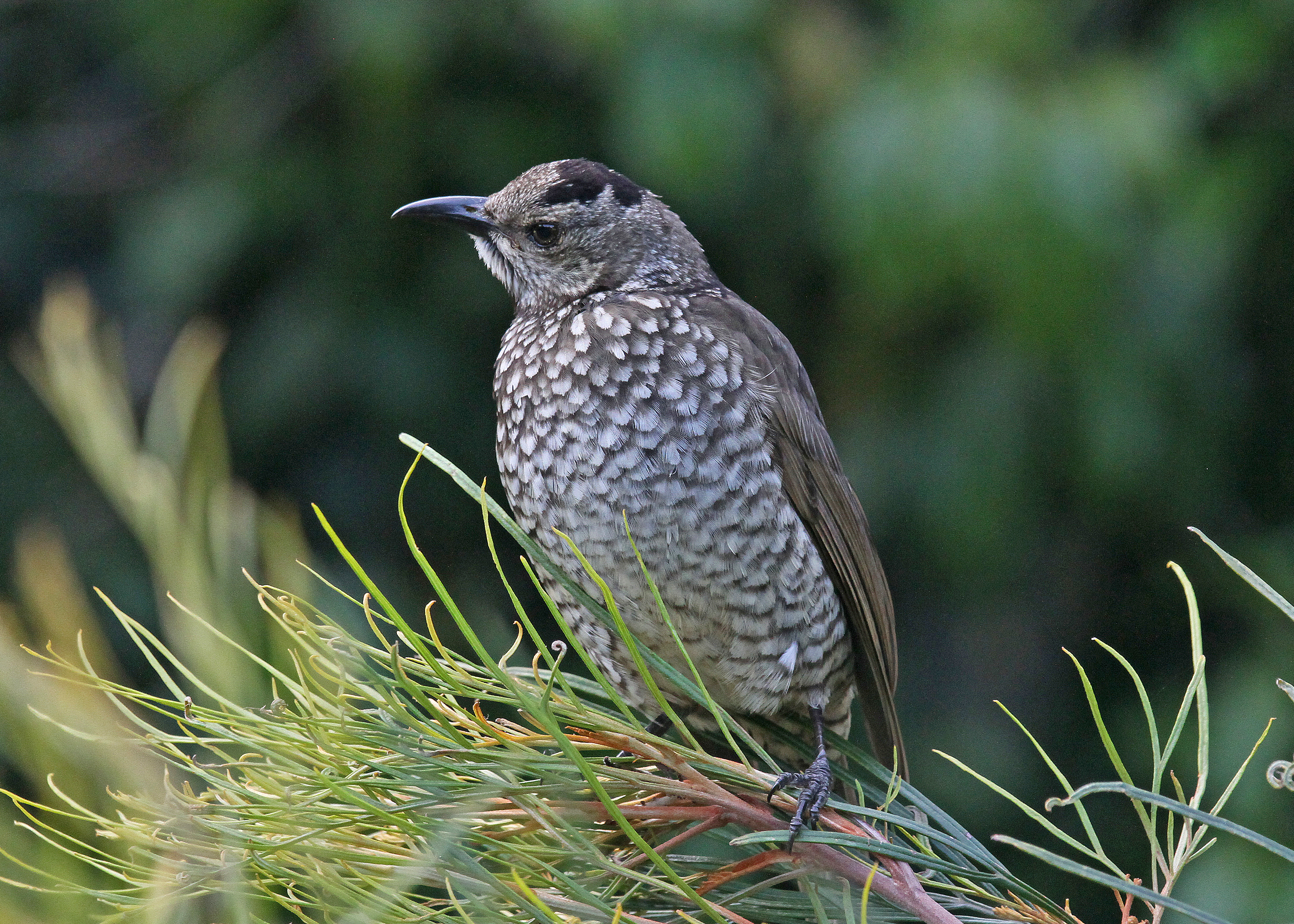
Femmina nel Queensland.

### Dimensioni
Misura 24,5 cm di lunghezza, per 76-138 g di peso: caso raro fra i passeriformi, a parità d'età le femmine sono leggermente più grosse e robuste rispetto ai maschi.

### Aspetto
Si tratta di uccelli dall'aspetto paffuto e massiccio, muniti di testa piccola e arrotondata con lungo e sottile becco conico, ali digitate, zampe lunghe e forti e coda di media lunghezza e di forma squadrata: nel complesso, l'uccello giardiniere testadorata ricorda molto nell'aspetto e nella colorazione un oriolo.
La specie presenta dicromatismo sessuale: le femmine, infatti, sono interamente di colore bruno, con sfumature grigiastre su nuca, dorso e ali, mentre le penne di petto, ventre e fianchi presentano bordi di colore bianco-grigiastro, a dare un effetto screziato alla zona, e su vertice, centro della gola e centro del dorso è presente una macchia circolare di colore bruno-nerastro. Nei maschi, invece, la livrea è divisa fra il giallo e il nero: neri sono infatti sopracciglio, guance, gola, petto, ventre, sottocoda, codione, coda, groppa, ali e copritrici, mentre il resto della testa (da cui il nome comune e il nome scientifico), la nuca, il dorso e le remiganti (che però presentano punta nera) sono di colore giallo oro, con presenza di sfumature arancio-rossicce su fronte e vertice, la cui estensione e intensità è variabile di esemplare in esemplare (mentre in passato si riteneva che tale caratteristica rappresentasse un'esclusiva delle popolazioni settentrionali, corrispondenti alla presunta sottospecie rothschildi).
Il becco è nerastro nelle femmine e giallo-rosato nei maschi, gli occhi sono di colore bruno olivastro nelle femmine e gialli nei maschi, le zampe sono invece di colore nerastro in ambedue i sessi.

## Biologia
Si tratta di uccelli dalle abitudini di vita diurne: durante i mesi invernali, le femmine e i giovani tendono a vivere in piccoli stormi, mentre i maschi rimangono piuttosto solitari e durante la stagione degli amori divengono territoriali; questi animali passano la maggior parte della giornata alla ricerca di cibo, mantenendosi a media altezza fra i rami degli alberi e spostandosi perlopiù da soli o in piccoli gruppi.
L'uccello giardiniere testadorata è una delle specie di uccello giardiniere più silenziose, vocalizzando molto raramente: durante la stagione degli amori, tuttavia, i maschi divengono più vocali allo scopo di attirare le femmine e tenere lontani gli altri maschi, emettendo dei lunghi e gravi gracchi.

### Alimentazione
Questi uccelli giardiniere presentano dieta tendenzialmente onnivora, ma perlopiù vegetariana: durante il periodo invernale la maggior parte della loro alimentazione si compone di foglie e germogli, mentre durante il resto dell'anno essi si cibano anche di frutta, fiori, semi e granaglie, nonché di artropodi (principalmente grossi insetti).

### Riproduzione
La stagione riproduttiva va da settembre ai primi di marzo: si tratta di uccelli poligini, nei quali il maschio cerca di accoppiarsi col maggior numero possibile di femmine, salvo poi disinteressarsi completamente delle altre fasi dell'evento riproduttivo.
I maschi, in previsione della stagione degli amori, prendono possesso di piccole aree di foresta, costruendo al suolo (previa accurata pulizia della zona) delle strutture nuziali a vialetto, costituite da due filari di rametti piantati verticalmente al suolo: oltre a decorare i dintorni con oggetti colorati (come conchiglie, foglie, fiori e bacche), gli uccelli giardiniere testadorata sono inoltre soliti mescolare la loro saliva con terriccio e sostanze colorate per "dipingere" l'interno della propria struttura, talvolta aiutandosi col becco.

Una volta ultimato il proprio pergolato, il maschio si posiziona su un ramo nelle vicinanze, vocalizzando per attrarre le femmine: all'arrivo di una di esse, il maschio la accompagna a visitare la propria struttura, prodigandosi in movimenti sincopati e tenendo ben erette le penne allungate del dorso, al fine di impressionarla ed eventualmente montarla.
Dopo l'accoppiamento, i due sessi si separano: il maschio continua a cercare di attrarre potenziali partner, mentre la femmina costruisce il nido (una massiccia struttura a coppa fatta di rametti e fibre vegetali intrecciati) fra i rami di un albero o un arbusto, cova le 1-3 uova screziate per una ventina di giorni ed accudisce i nidiacei (che s'involano a circa tre settimane di vita, ma continuano a rimanere con la madre ancora per molto tempo, non di rado raggiungendo con essa lo stormo invernale dopo la fine della stagione riproduttiva), il tutto in totale solitudine.

## Distribuzione e habitat

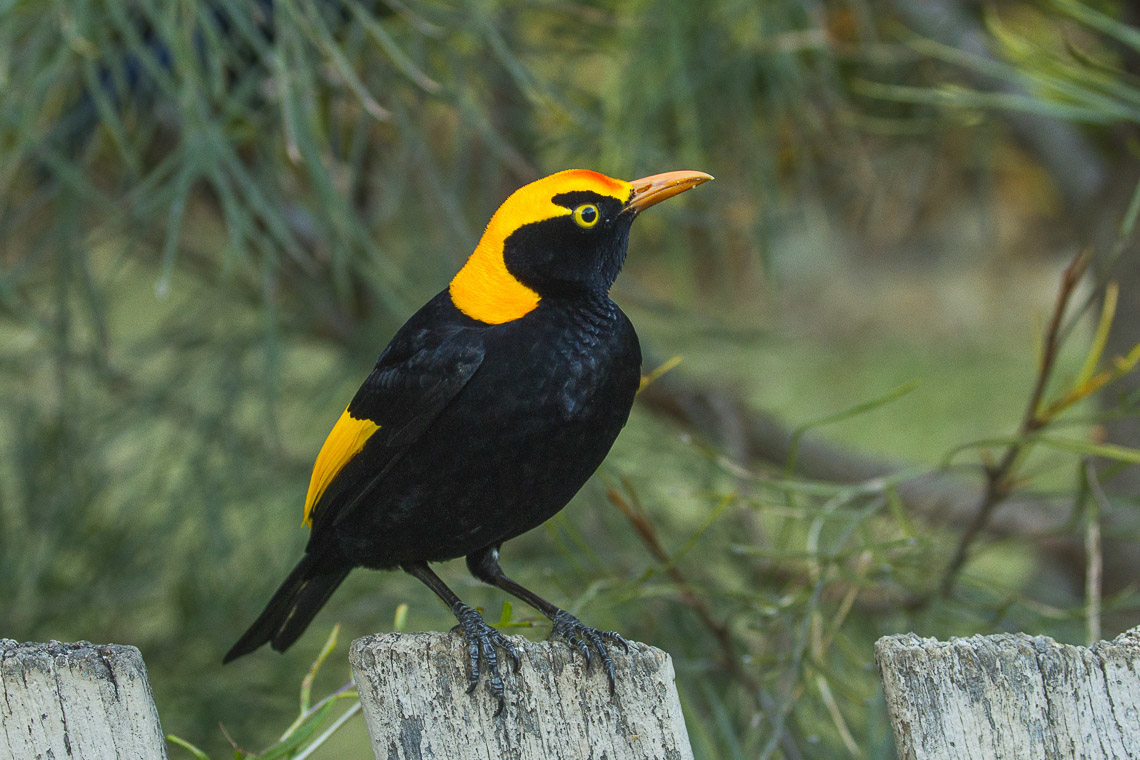
Maschio in natura.

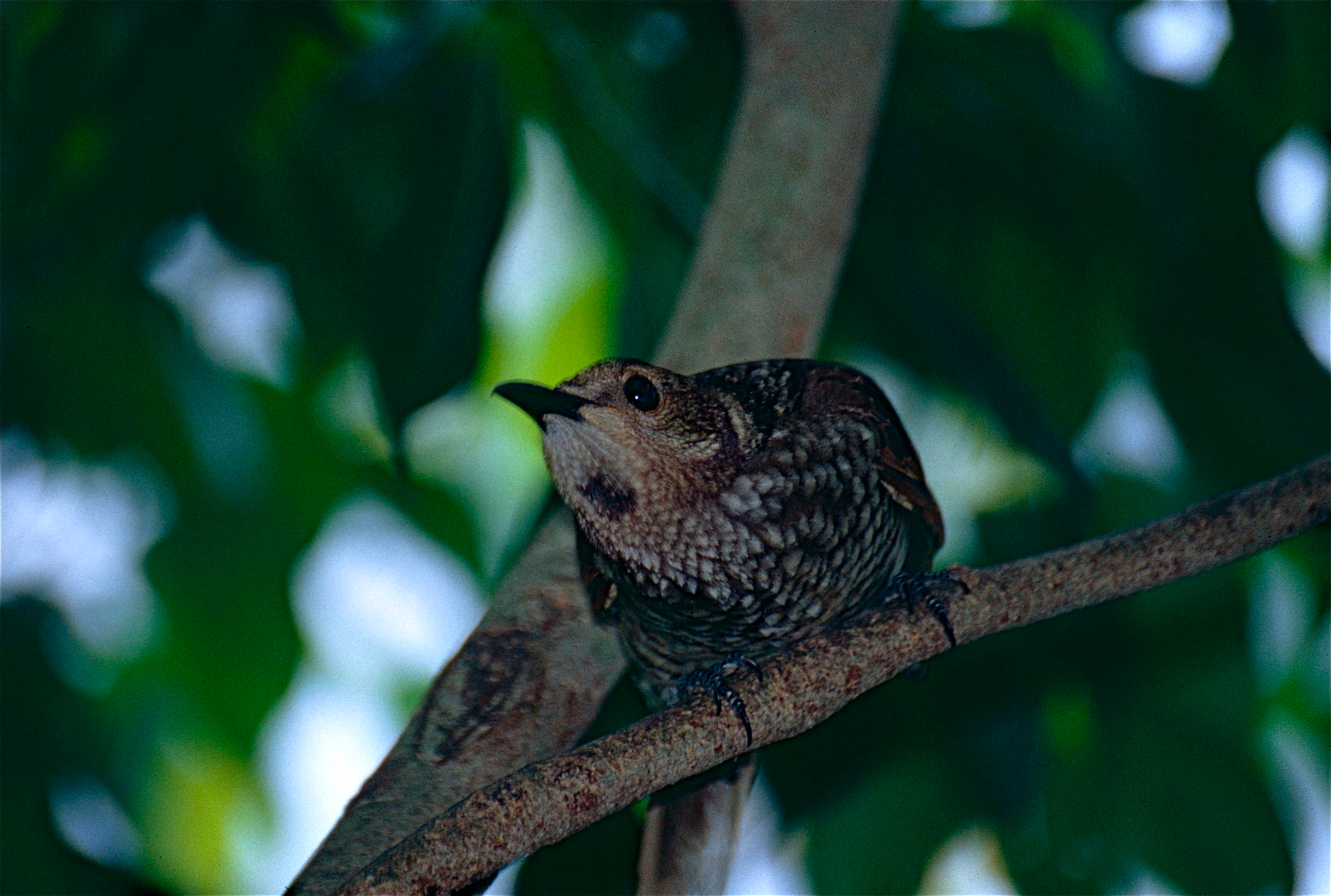
Femmina a Kuranda.

L'uccello giardiniere testadorata è endemico dell'Australia, della quale popola la fascia costiera orientale dal Queensland sud-orientale (aree montuose della regione di Mackay) all'area a nord di Sydney.
La specie è residente nell'ambito del proprio areale: alcuni esemplari (specialmente le femmine e i giovani), tuttavia, sono soliti effettuare migrazioni altitudinali a carattere stagionale, scendendo a valle per sfuggire ai rigori dell'inverno.
L'habitat di questi uccelli è rappresentato dalla foresta pluviale temperata e subtropicale e dalle aree un po' più aperte di foresta a sclerofillo.

## Tassonomia
Sebbene alcuni autori classifichino le popolazioni dell'estremo nord dell'areale come una sottospecie a sé, col nome di S. c. rothschildi, la specie viene considerata monotipica, andando a rappresentare un clade basale nell'ambito del genere Sericulus.
L'uccello giardiniere testadorata talvolta si ibrida in natura con l'uccello giardiniere satinato, dando quello che un tempo veniva classificato come specie a sé state, l'uccello giardiniere di Rawnsley.